# Notre-Dame-székesegyház (Chartres)
A Párizstól 80 km-re délnyugati irányban fekvő Chartres városában található a chartres-i katedrális (franciául: La Cathédrale Notre-Dame de Chartres) a francia gótikus építészet egyik kiemelkedő alkotása, mely szinte teljes egészében eredeti állapotában őrződött meg. 
„A Chartres-i egyházmegye katedrálisa az egyik legkorábbi és talán a legszebb is abból a kétszázból, amit a XIII. és XIV. században építettek. … A katedrális, a hit eme nagyszerű alkotása, komolyan és magabiztosan emelkedik a babona és a kegyetlenség világa fölé.”

## Építése
Miután az első chartres-i katedrális 1020-ban leégett, helyére egy román stílusú bazilikát emeltek. Bár ez az épület túlélte az 1134-ben keletkezett tűzvészt, mely a város nagy részét elpusztította, 1194. június 10–11-én éjszaka egy villámcsapás következtében kigyulladt, és csak a nyugati tornyok, a köztük lévő homlokzat, valamint az altemplom maradt meg. 1194-től kezdve beszélhetünk a gótikus chartres-i katedrálisról.
A Franciaország minden részéből érkezett adományok segítségével szinte azonnal hozzákezdtek az újjáépítéshez, és 1220-ra az épület szerkezetileg készen állt, magában foglalva a korábbi bazilika megmaradt részeit. Az építkezés befejeztével IX. Lajos király jelenlétében szentelték fel a katedrálist 1260. október 24-én.

## Külső megjelenése
A katedrális két, egymástól eltérő toronnyal rendelkezik. Az egyik, amely 105 méter magas, az 1140-es évekből származik, míg a másik, 113 méteres torony egy kora 16. századi csúccsal kiegészített korábbi építmény. Az épület teteje halvány zöldes színű.
A falak külső oldalán minden oldalról támfalak épültek, amelyekre az ablakok szokatlanul nagy mérete miatt volt szükség. Mivel a hajó felső része javarészt üvegből áll, szükség volt a külső támpillérekre, melyek az oldalhajónál a tető fölé nyúlnak. Chartres volt az első hely, ahol ilyen, a külső megjelenést nagyban befolyásoló strukturális elemeket alkalmaztak.
A katedrálisnak összesen kilenc bejárata van, melyekből három az előző épületből maradt meg.
A déli kereszthajó bejáratának díszítése „az utolsó ítélet” témakörére épít az apostolok szobraival (Radnóti Miklós Chartres című versében utal ezen szobrokra). Az északi kereszthajó bejáratánál a Szűz megkoronázásának jelenete látható, próféták és mások szobraival a középpontban.
A nyugati bejáratot, más néven a királyi bejáratot az 1145-1150 körül faragták ki; az ekkortájt forradalminak számító tölcsér alak később széles körben elterjedt. A bejáratot díszítő szobrok keskeny, magas alkotások, királyokat, királynőket és más személyeket ábrázolnak az Ótestamentumból. A hármas kapuzat jobb oldali ívén a hét szabad művészetet jelképező alakok láthatóak: a dialektikát Arisztotelész, a retorikát Cicero, a grammatikát Donatus, a geometriát Euklidész, az aritmetikát Boethius, az asztronómiát Ptolemaiosz Klaudiosz, a zenét Püthagorasz szimbolizálja.

A déli oldal

## Belseje
A katedrális főhajójának belseje igen tágas, ez a legszélesebb főhajó Franciaországban. Belső magassága 36, hossza 128 méter. A kőpadlón ma is megtalálható az 1205-ből származó labirintus, melyet a szerzetesek elmélkedésre használtak, miközben végigsétáltak rajta. A labirintus külső átmérője kb. 13 méter, szinte ugyanakkora, mint a nyugati rózsaablaké, és a bejárattól éppen akkora távolságra van, mint az ablak a padlózattól. A labirintuson egyetlen út vezet csak végig, ennek hossza 289 méter.

A katedrális alaprajza

## Festett üvegablakai
A katedrális főként a korai 13. századból származó ablakai jelentik az épület egyik kiemelkedő látványosságát. Az eredeti 186 ablakból 152 élte túl a történelem viharait és maradt fenn eredeti állapotában. A rózsaablakok három fő csoportja a következő:
- Nyugati Rózsa: az 1100-as évekből származik, fő motívuma az utolsó ítélet
- Északi Rózsa: 1230-ban, ajándékként érkezett, a Szűz dicsőítését ábrázolja[3]
- Déli Rózsa: az 1230-as évekből, Krisztus dicsőítését ábrázolja